# Bišćani
Bišćani (en cirílico: Бишћани) es una aldea de la municipalidad de Prijedor, Republika Srpska, Bosnia y Herzegovina.

## Población
| Composición de la Población - Localidad de Bišćani | Composición de la Población - Localidad de Bišćani | Composición de la Población - Localidad de Bišćani | Composición de la Población - Localidad de Bišćani | Composición de la Población - Localidad de Bišćani | Composición de la Población - Localidad de Bišćani |
| -------------------------------------------------- | -------------------------------------------------- | -------------------------------------------------- | -------------------------------------------------- | -------------------------------------------------- | -------------------------------------------------- |
|                                                    | 2013                                               | 1991                                               | 1981                                               | 1971                                               | 1961                                               |
| Total                                              | 893                                                | 1 440 (100,0%)                                     | 1 384 (100,0%)                                     | 1 319 (100,0%)                                     | 928 (100,0%)                                       |
| Varones                                            | 426                                                | -                                                  | -                                                  | -                                                  | -                                                  |
| Mujeres                                            | 467                                                | -                                                  | -                                                  | -                                                  | -                                                  |
| Bosniacos                                          | 876                                                | 1.421 (98,68%)                                     | 1.158 (83,67%)                                     | 1.314 (99,62%)                                     | 885 (95,37%)                                       |
| Serbios                                            | 10                                                 | 7 (0,486%)                                         | 2 (0,145%)                                         | 1 (0,076%)                                         | 29 (3,16%)                                         |
| Croatas                                            | 3                                                  | -                                                  | 1 (0,072%)                                         | 1 (0,076%)                                         | 1 (0,11%)                                          |
| Bosnios                                            | 1                                                  | -                                                  | -                                                  | -                                                  | -                                                  |
| Gitanos                                            | -                                                  | -                                                  | -                                                  | -                                                  | -                                                  |
| Musulmanes                                         | -                                                  | -                                                  | -                                                  | -                                                  | -                                                  |
| Bosnio y Herzegovinos                              | -                                                  | -                                                  | -                                                  | -                                                  | -                                                  |
| Albaneses                                          | -                                                  | -                                                  | -                                                  | -                                                  | -                                                  |
| Yugoslavos                                         | -                                                  | 7 (0,486%)                                         | 217 (15,68%)                                       | -                                                  | 13 (1,401%)                                        |
| Ukranianos                                         | -                                                  | -                                                  | -                                                  | -                                                  | -                                                  |
| Montenegrinos                                      | -                                                  | -                                                  | -                                                  | -                                                  | -                                                  |
| Eslovenos                                          | -                                                  | -                                                  | -                                                  | -                                                  | -                                                  |
| Ortodoxos                                          | -                                                  | -                                                  | -                                                  | -                                                  | -                                                  |
| Macedonios                                         | -                                                  | -                                                  | -                                                  | -                                                  | -                                                  |
| Húngaros                                           | -                                                  | -                                                  | -                                                  | -                                                  | -                                                  |
| Otros                                              | -                                                  | 5 (0,347%)                                         | 6 (0,434%)                                         | 3 (0,227%)                                         | -                                                  |
| Sin declarar                                       | -                                                  | -                                                  | -                                                  | -                                                  | -                                                  |
| Desconocidos                                       | 3                                                  | -                                                  | -                                                  | -                                                  | -                                                  |

## Matanza durante la Guerra de Bosnia
Según el Tribunal Penal Internacional para la ex Yugoslavia durante el juicio que declaró culpable a Ratko Mladić del crimen de genocidio entre otros, consideró probado que:
- El 20 de julio de 1992, fuerzas serbobosnias formadas por militares y policías atacaron el área de Brdo, incluida la aldea de Bišćani, que comprendía las aldeas de Mrkalji, Hegići, Ravine, Sredići y Duratovići. Los habitantes de Bišćani habían entregado sus armas antes del ataque. A la población bosnio-musulmana de Bišćani se le dijo que se reuniera en varios puntos en todo el pueblo. En un punto de reunión (una cafetería), cinco soldados desarmados fueron asesinados a tiros por soldados serbobosnios. El grupo de hombres bosnio-musulmanes que se reunieron en ese punto fueron luego divididos y subidos a autobuses por un comandante. Cerca de Prijedor Skoplje, el comandante disparó y mató a diez bosnio-musulmanes del segundo autobús. Más tarde, en un área llamada Kratalj al costado de la ruta, más próximos a Prijedor, al menos diez bosnios-musulmanes fueron asesinados a tiros, luego de que el mismo comandante les ordenó regresar al autobús en Trnopolje.[8]
- En Mrkalji, el 20 de julio de 1992, aproximadamente 25 soldados serbobosnios llevaron a 30-40 residentes bosnio-musulmanes de Mrkalji, en su mayoría hombres, ninguno de los cuales vestía uniforme, y también algunos niños, junto a un pozo donde fueron alineados. Mientras huían, los soldados les dispararon y los mataron.[8] Ese mismo día, miembros del antiguo JNA, miembros de las fuerzas policiales o paramilitares tomaron a dos hombres bosnios y musulmanes desarmados, que vestían ropa de civil, del sótano de una casa donde había buscado refugio con otros y los mató con fusiles automáticos.[8]
- Alrededor del 20 de julio de 1992, 12 soldados serbobosnios hicieron fila y asesinaron a 12 personas en un huerto en Hegići. Las víctimas eran bosnio-musulmanes.[8]
- En la aldea predominantemente bosnio-musulmana de Čemernica el 20 de julio de 1992, un soldado serbobosnio le disparó en la cabeza a un hombre vestido de civil. El asesino pertenecía a la 43.ª Brigada Motorizada del VRS.[8]
- Unas 20 personas fueron asesinadas en una parada de autobús entre Alegići y Čemernica. El Tribunal no recibió pruebas de los presuntos autores de este incidente. Tampoco recibió pruebas de los autores de los presuntos incidentes de asesinato en Ravine, Duratovići, Kadići y Lagići. Por lo tanto, no emitió juicio al respecto.[8]
- El 2o de julio fue incendiada la mezquita Bišćani. La misma se quemó por completo, su techo y minarete desaparecieron, el interior fue destruido y abierto al cielo y el viejo cementerio musulmán frente a la mezquita fue destrozado.[9]